# مارسلو کرادو
مارسلو کرادو (انگلیسی: Marcelo Carracedo؛ زادهٔ ۱۶ آوریل ۱۹۷۰) بازیکن فوتبال اهل آرژانتین است.
از باشگاه‌هایی که در آن بازی کرده‌است می‌توان به باشگاه فوتبال تیرول اینسبروک، باشگاه فوتبال فورتونا دوسلدورف، باشگاه فوتبال استودیانتس، باشگاه فوتبال آویسپا فوکوئوکا، باشگاه فوتبال روساریو سنترال، و باشگاه فوتبال رئال مورسیا اشاره کرد.
وی همچنین در تیم ملی فوتبال زیر ۲۰ سال آرژانتین بازی کرده‌است.